# Eugène Dailly
Pour les articles homonymes, voir Eugène et Dailly (homonymie).
Eugène Dailly, né à Gilly (Charleroi) le 11 février 1814 et décédé à Schaerbeek le 10 mars 1873, a été bourgmestre de Schaerbeek de 1864 à 1873.
La commune de Schaerbeek a donné son nom à une place et à une avenue.